# ヨハネス・フリースナー
ヨハネス・フリースナー（ドイツ語: Johannes Frießner, 1892年3月22日 – 1971年6月26日）は、ドイツの陸軍軍人。最終階級は陸軍上級大将（ドイツ国防軍）。

## 経歴
ザクセン王国のケムニッツに生まれる。1911年にザクセン王国陸軍に入営し、第一次世界大戦には参謀将校として参加。この大戦で鉄十字章、プロイセン王冠勲章、ザクセン軍事功労勲章を受章。戦後ヴァイマル共和国軍に採用され、1922年8月に大尉に昇進。ドレスデンの歩兵学校で教官を務める。
第二次世界大戦が勃発した際は、陸軍教育総監だった。1940年8月に少将に昇進。1942年に東部戦線に転属となり、第102歩兵師団長に就任。1942年10月に中将に昇進し、第XXIII軍団司令官に任命された。1943年4月に歩兵大将に昇進し、7月には騎士鉄十字章、9月にドイツ十字章金章を受章した。1944年2月に東部戦線北部に異動となり、「フリースナー軍集団」（のちナルヴァ軍集団と名称変更）の指揮を任される。柏葉付騎士鉄十字章を受章し、7月に上級大将に昇進。北方軍集団司令官を短期間務めた後、7月25日に南ウクライナ軍集団（9月に南方軍集団と改称）司令官に任命された。しかしソ連軍のロディオン・マリノフスキー率いる第2ウクライナ戦線による四ヶ月に及ぶ攻勢を止めることができず、12月に更迭され総統予備（待命）に編入された。後任にはオットー・ヴェーラー大将が就任した。以後部隊指揮を任されることは無かった。
1945年5月にアメリカ軍の捕虜となり、1947年11月に釈放された。西ドイツのバイエルン州バート・ライヘンハルで死去。

## 叙勲
- 鉄十字章
  - 二級鉄十字勲章1914年章 (1914年9月15日)[1]
  - 一級鉄十字勲章1914年章 (1916年9月19日)[1]
- 王冠勲章（英語版）
  - 四級王冠勲章
- 聖ハインリヒ勲章（英語版）
  - 聖ハインリヒ勲章騎士十字章 (1916年11月27日)
- アルブレヒト勲章（英語版）
  - 二級剣付騎士十字アルブレヒト勲章
- 戦傷章
  - 戦傷章黒章
- 名誉十字章
- 鉄十字章略章
  - 二級鉄十字略章 (1942年7月27日)[1]
  - 一級鉄十字略章 (1942年8月21日)[1]
- ドイツ十字章
  - ドイツ十字章金章[2]
- 騎士鉄十字章
  - 騎士鉄十字章 (1943年7月23日)[3]
  - 柏葉付騎士鉄十字章 (1944年4月9日)[4]
- 戦功十字章
  - 二級剣付戦功十字章
  - 一級剣付戦功十字章
- 国防軍軍報1944年11月29日付に取り上げられる